# OCHA NORMA
OCHA NORMA (jap. オチャノーマ) ist eine japanische Girlgroup unter dem Hello! Project. Sie ist aus der Hello! Pro Kenshūsei Unit entstanden und bekam über den Zeitraum von ungefähr einem Jahr weitere Mitglieder.

## Geschichte
Am 7. März 2021 gab Hello! Project Leader Mizuki Fukumura am Ende des Konzerts der Hello! Pro Kenshūsei bekannt, dass noch im selben Jahr eine neue Gruppe entstehen sollte. Als erste Mitglieder wurden die Mädchen unter der Hello! Pro Kenshūsei Unit genannt: Kirara Yonemura, Kanami Ishiguri, Nanami Kubota und Madoka Saito. In der Fernsehsendung „Hello Dream“ wurden die weiteren Kenshuusei Natsume Nakayama, Ruli Hiromoto, Miku Nishizaki und Momo Kitahara hinzugefügt. Komplettiert wurde die Gruppe am 12. Dezember durch Sumire Tashiro und Roko Tsutsui, die Gewinner eines parallel laufenden Castings. Die Gruppe startete ihre offiziellen Aktivitäten mit dem Winterkonzert des Hello! Projects am 2. Januar 2022. Ihr erstes Lied, „Koi no Crouching Start“, wurde der Titelsong des Doramas „Mayonaka ni Hello!“. Eine digitale Veröffentlichung hatte die Gruppe mit „Ramen Daisuki Koizumi-san no Uta“, einem Cover des gleichnamigen Songs der Gruppe Kobushi Factory.
Am 13. März 2022 wurde bekanntgegeben, dass die Gruppe im Juli desselben Jahres ihre erste Single veröffentlichen würde. Seit ihrem Debüt tritt die Gruppe auf verschiedenen Festivals auf und hatte eine Kooperation mit Hello Kitty.

## Namensbedeutung
Der Name der Gruppe wurde am 12. Dezember 2021 bekanntgegeben. Das Social Media Team veröffentlichte kurz danach auf Twitter die Bedeutung hinter der Wahl: „OCHA NORMA“ ist phonetisch identisch mit dem japanischen Begriff „ocha no ma“ (お茶の間, wörtlich: „Wohnzimmer“). „NORMA“ bezieht sich zudem auf eine Norm bzw. einen Standard und kann in diesem Zusammenhang als „das neue Normal“ gedeutet werden. Die Gruppe strebt entsprechend danach, einen neuen Standard festzulegen, in welchem sie ihre Fans im Wohnzimmer unterhalten. Die Gruppe wurde während der Corona-Pandemie gegründet – zu diesem Zeitpunkt war noch nicht absehbar, wann wieder offene Konzerte und Events stattfinden werden können.

## Mitglieder
| Name                          | Geburtstag       | Alter | Mitgliedsfarbe | Mitgliedsfarbe | Sonstiges  |
| ----------------------------- | ---------------- | ----- | -------------- | -------------- | ---------- |
| Madoka Saito (一斉藤円香)     | 28. Oktober 2022 | 22    |                | Meeresblau     | Leader     |
| Ruli Hiromoto (広本瑠璃)      | 18. Juni 2003    | 21    |                | Gelb           | Sub-Leader |
| Kirara Yonemura (米村姫良々)  | 30. April 2004   | 21    |                | Rot            |            |
| Nanami Kubota (窪田七海)      | 23. Juli 2004    | 20    |                | Rosa           |            |
| Natsume Nakayama (中山夏月姫) | 20. Juli 2005    | 19    |                | Weiß           |            |
| Miku Nishizaki (西﨑美空)     | 17. April 2007   | 18    |                | Violett        |            |
| Momo Kitahara (北原もも)      | 30. August 2006  | 18    |                | Hellgrün       |            |
| Roko Tsutsui (筒井澪心)       | 10. August 2007  | 17    |                | Königsblau     |            |

### Ehemalige Mitglieder
- Kanami Ishiguri (石栗奏美, * 20. April 2004), verließ die Gruppe am 21. März 2025, nachdem sie seit Dezember 2024 aufgrund einer Panikstörung pausiert hatte.
- Sumire Tashiro (田代すみれ, * 16. Juni 2005), verließ die Gruppe am 11. März 2025, nachdem sie seit September 2024 aufgrund einer Anpassungsstörung pausiert hatte.

## Diskografie

### Studioalben
| Jahr | Titel      | Höchstplatzierung, Gesamtwochen, AuszeichnungChartsChartplatzierungen (Jahr, Titel, Platzierungen, Wochen, Auszeichnungen, Anmerkungen) | Anmerkungen                                                 |
| Jahr | Titel      | JP | Anmerkungen                                                 |
| ---- | ---------- | --- | ----------------------------------------------------------- |
| 2024 | CHAnnel #1 | JP3 (5 Wo.)JP | Erstveröffentlichung: 10. Januar 2024 Verkäufe JP: + 26.012 |

### Singles
| Jahr | Titel Album | Höchstplatzierung, Gesamtwochen, AuszeichnungChartsChartplatzierungen (Jahr, Titel, Album, Platzierungen, Wochen, Auszeichnungen, Anmerkungen) | Anmerkungen                                                       |
| Jahr | Titel Album | JP | Anmerkungen                                                       |
| ---- | --- | --- | ----------------------------------------------------------------- |
| 2022 | Koi no Crouching Start / Omatsuri Debut da ze! (恋のクラウチングスタート/お祭りデビューだぜ！) CHAnnel #1 | JP2 Gold · (9 Wo.)JP | Erstveröffentlichung: 13. Juli 2022 Verkäufe JP: + 100.000; Debüt |
| 2022 | Unmei CHACHACHACHA~N / Uchira no Jimoto wa Chikyuu jan! (運命 CHACHACHACHA～N/ウチらの地元は地球じゃん！) CHAnnel #1 | JP2 Gold · (13 Wo.)JP | Erstveröffentlichung: 30. November 2022 Verkäufe JP: + 100.000    |
| 2023 | Chotto Jyocho Fuantei?... Natsu / Ochanoma Mahoroba Ikoinoba (Showa mo Reiwa mo Wacchawacha) / Shekenare / Yoridori Me Dream (ちょっと情緒不安定?…夏/オチャノマ マホロバ イコイノバ ～昭和も令和もワッチャワチャ～/シェケナーレ/ヨリドリ Me Dream) CHAnnel #1 | JP2 Gold · (6 Wo.)JP | Erstveröffentlichung: 26. Juli 2023 Verkäufe JP: + 100.000        |
| 2024 | Chihayaburu / Tomodachi Tentaizu (ちはやぶる/友達天体図) CHAnnel #1 | JP4 Gold · (17 Wo.)JP | Erstveröffentlichung: 9. September 2024 Verkäufe JP: 100.000      |